# Kloster Uetersen
Das Kloster Uetersen in Uetersen in Schleswig-Holstein wurde im 13. Jahrhundert gegründet. Das Gebäudeensemble gehört zu den bedeutendsten Kulturdenkmalen des Kreises Pinneberg.

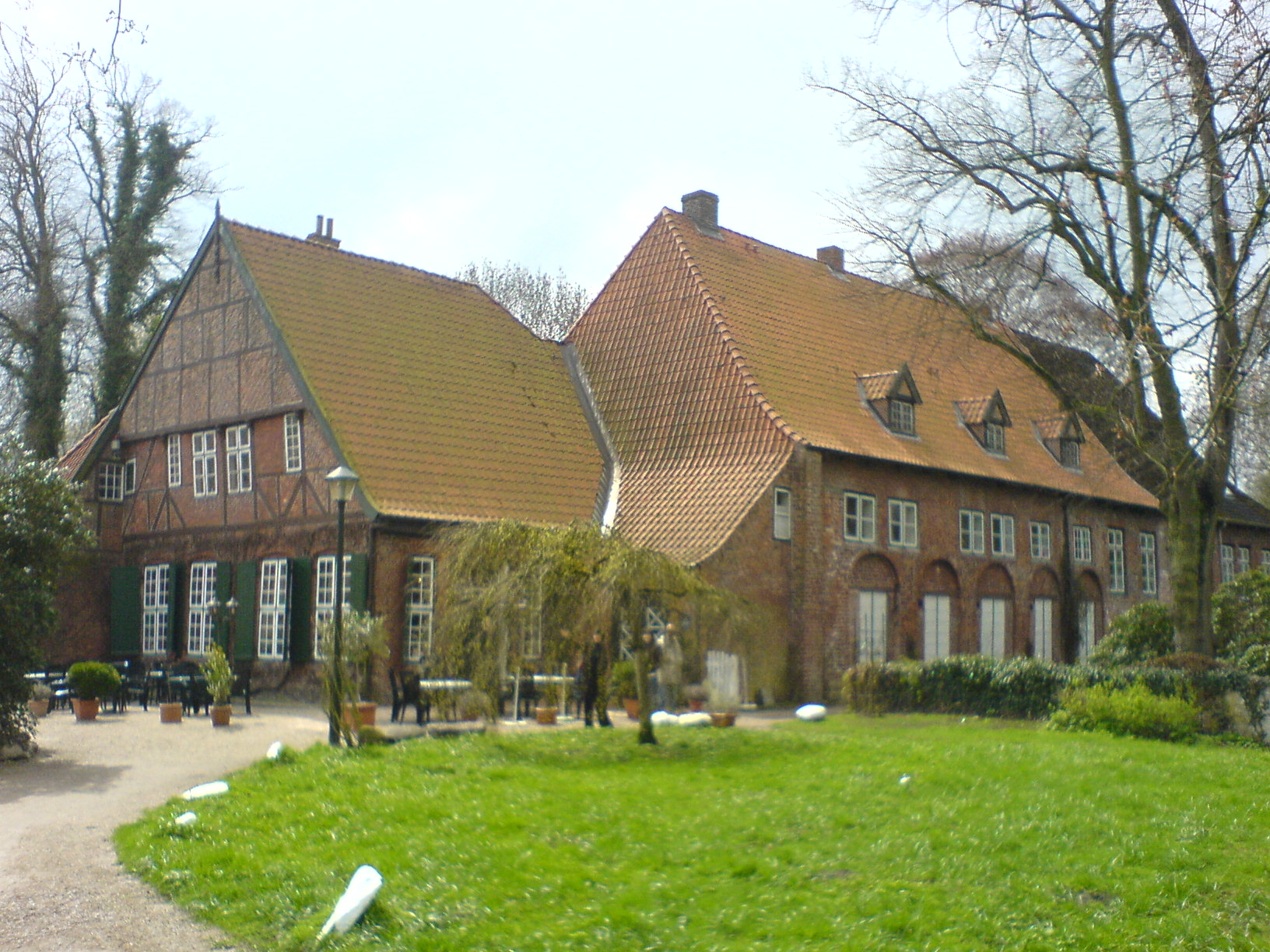
Das Südhaus (rechts) mit den Arkaden des vermauerten Kreuzgangs

## Geschichte

### Zisterzienserinnenkloster
Im Mittelalter standen in der Nähe des heutigen Klostergebiets von Uetersen zwei Burgen der Ritter von Barmstede. Der abgelegene Ort war das „uterst End“, das äußerste Ende, ihres Herrschaftsbereichs. 1234 bestimmte Heinrich II. von Barmstede seinen Besitz am Marschrand zu einer geistlichen Stiftung. Er rief zwölf Nonnen der Zisterzienserinnen aus dem Kloster Reinbek. So entstand am „utersten End“ ein Zisterzienserinnen-Kloster. Die Klosterkirche wurde wie alle Kirchen des Zisterzienserordens (durchgehend nur bei den Männerklöstern, bei den Zisterzienserinnen auch als Zweitpatrozinium) der Jungfrau Maria als Patronin und darüber hinaus dem Heiligen Georg geweiht. Im Jahre 1424 wurde das Kloster mit der ersten Klosterkirche durch einen Brand zerstört, aber schon 1440 wieder aufgebaut.
Durch Schenkungen, Stiftungen und Zukauf wuchs die Bedeutung des Klosters in den folgenden Jahrhunderten stetig. Ihm gehörten in den besten Zeiten große Ländereien, eine Ziegelei, ein Steinbruch, eine Fischerei und mehrere Mühlen. Der zerstreute Landbesitz reichte von Neumünster bis Altona. Selbst am anderen Elbufer gab es Landbesitz im Kehdinger Land. Neben der Priörin als geistlichem Oberhaupt regelte ein Propst die wirtschaftlichen (und rechtlichen) Angelegenheiten. 30 Nonnen und 30 Laienschwestern gehörten nun dem Kloster an.
In der Umgebung dieses bedeutenden Wirtschaftsbetriebes, welcher das Kloster darstellte, siedelten sich Handwerker und Händler an. Das Kloster wurde die Keimzelle des Fleckens Uetersen.

### Adeliges Damenstift
Im Jahr 1555 griff der Landesherr Christian III. von Dänemark persönlich ein, um die Reformation in seinem Herrschaftsgebiet durchzusetzen. Die Klöster wurden aufgelöst. Die Schleswig-Holsteinische Ritterschaft wandelte daraufhin das Kloster Uetersen – wie das Kloster Preetz und das St.-Johannis-Kloster vor Schleswig – in ein Adeliges Damenstift um. Das verhinderte die Einziehung des Besitzes durch den König. Außerdem ermöglichte es den ehemaligen Nonnen, ihre Lebensweise im Klosterbereich im Wesentlichen beizubehalten. Die unverheirateten Töchter des Adels waren auch für die Zukunft versorgt. Sie nannten sich von nun an Stiftsdamen oder Konventualinnen. Die Klausur war jedoch aufgehoben und die Konventualinnen hatten die Möglichkeit zu heiraten.
Das Stift wurde weiterhin von einem adligen Propst, der nun kein kirchliches Oberhaupt mehr war und meist aus der Ritterschaft stammte, und einer Priörin geleitet. Unter der Obrigkeit des Stiftes setzte sich die wirtschaftliche Entwicklung Uetersens fort. Das Adlige Damenstift besteht als selbständige Stiftung noch heute. Dem Konvent gehörten 1996 neben der Priörin noch sieben Damen an. Keine der Damen wohnt aber noch im Klosterbezirk, die Konventualinnenhäuser sind vermietet.

## Erhaltene Gebäude und Anlagen
- Siehe auch: Liste der Kulturdenkmale in Uetersen
- Siehe auch: Bildtafel der Kulturdenkmale in Uetersen

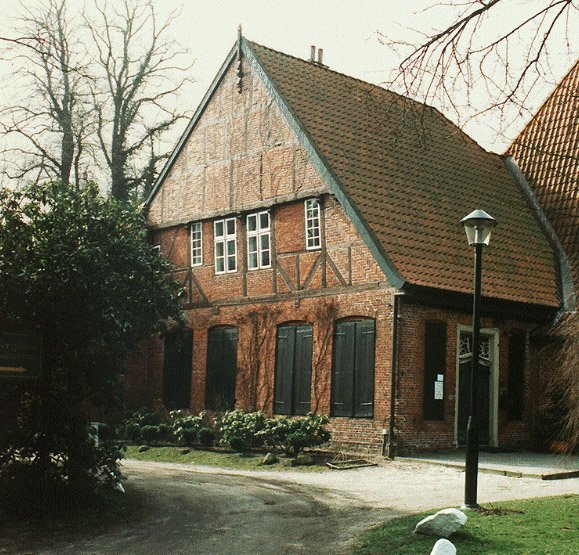
Das Haus der Priörin von 1644

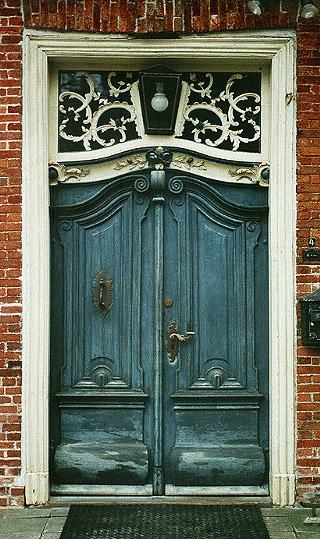
Die Rokokotür am Haus der Priörin

Von den Hauptgebäuden ist heute nur noch das südliche Langhaus erhalten mit zugemauerten Kreuzgangbögen und dem angebauten Priörinnenhaus. Die heutige so genannte Klosterkirche wurde erbaut, als das Kloster schon zu einem Stift umgewandelt worden war. Sie gehört also nicht zu den ursprünglichen Gebäuden. Der Barockbau wurde von dem Baumeister Jasper Carstens in der Zeit von 1747 bis 1749 erbaut und ist mit einem schönen Kanzelaltar und einem großen Deckengemälde ausgestattet. Zwischen Kloster und Kirche liegt der Klosterfriedhof.

### Südhaus
Das Kloster besaß ursprünglich ein Kreuzganggeviert mit einem Innenhof. Das Südhaus, ein langgestreckter Backsteinbau, ist der Südflügel des ehemaligen Kreuzganggevierts. Es zeigt noch die Reste des Kreuzganges, die Arkaden wurden nachträglich vermauert. Das Westhaus wurde 1813 abgerissen. Man vermauerte das entstandene Loch im Südhaus mit alten Steinen im größeren Klosterformat. Diese stammten aus dem Abrissmaterial des Westhauses. Auch bei den Arkaden sieht man den Wechsel von neueren kleinen Backsteinen zu solchen im Klosterformat.

### Haus der Priörin
Die Priörin Margaretha Gräfin von Ahlefeld (1613–1681) baute an das alte Südhaus einen Giebelbau an. Dort beherbergte die Priörin u. a. Könige, Landgrafen und Herzöge. Die Klöster waren verpflichtet, die reisenden Landesherren aufzunehmen. Der Fachwerkgiebel zeigt Ziegelmusterung. Die Inschrift im untersten Giebelbalken lautet:

ANNO 1644 DEN 24. MARTI. HABE ICH MARGARETA VON ALEFELT. P. DISES GEBAVE ERBAUWEN LASSEN. G. W. B. M. D. I. D. S. E. I. EW. Sehenswert ist auch die Rokokotür. Es handelt sich um eine leicht geschweifte, zweiflügelige Oberlichttür aus dem 3. Viertel des 18. Jahrhunderts. Heute wird das Haus der Priörin als Gaststätte „Die Klosterküche“ genutzt und ist für Besucher zugänglich. Der alte Konventsaal im ersten Stock steht für standesamtliche Trauungen als Außenstelle des Standesamtes zur Verfügung.

### Teehaus der Priörin

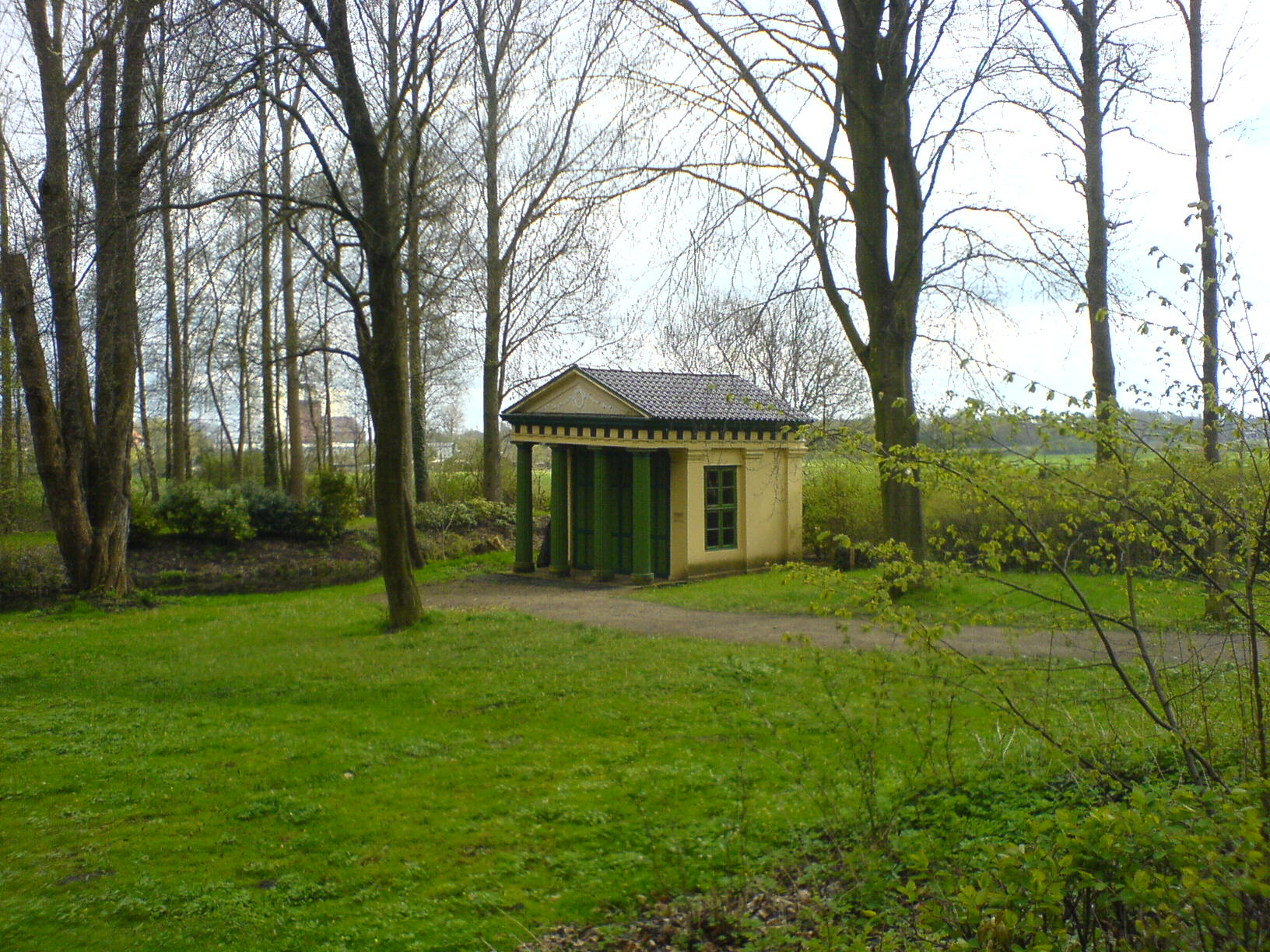
Das Teehaus im Priörinnengarten

Im Priörinnengarten steht ein Pavillon in der Gestalt eines dorischen Vorhallentempels. Der Hauptteil besteht aus verputztem Backstein, der Vorbau mit Säulen und Giebel aus Holz. Die Türen an der Vorderseite sind ganz zu öffnen.

### Jungfernfriedhof (Klosterfriedhof)
Nach der Umwandlung in ein adeliges Damenstift wurde der Innenhof des Klostergevierts zum Jungfernfriedhof. Dort befinden sich eine Reihe gut erhaltener Grabmäler. Viele davon stammen aus der Anfangszeit des Stiftes und sind im klassizistischen Stil gestaltet.

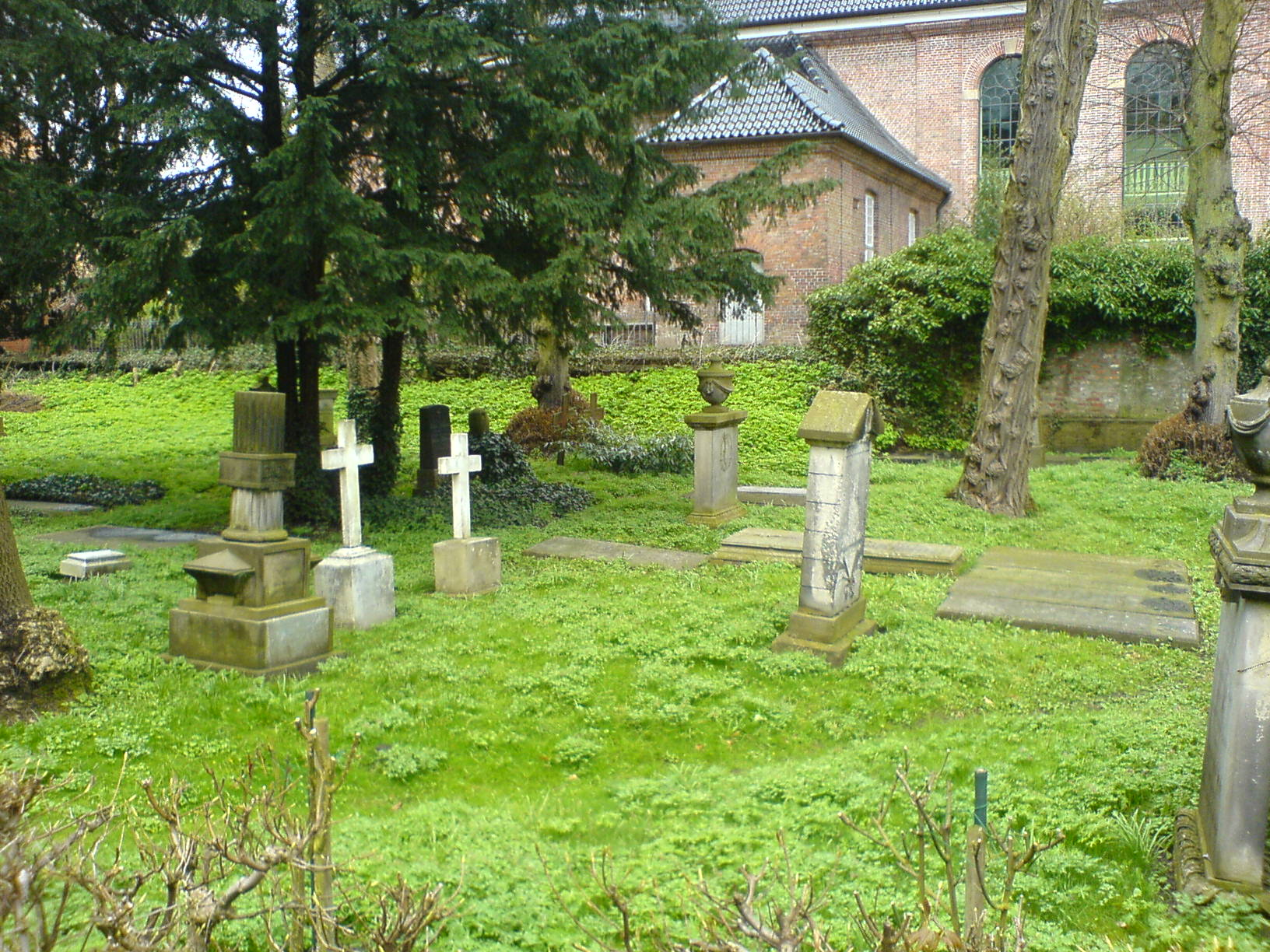
Der so genannte Jungfernfriedhof
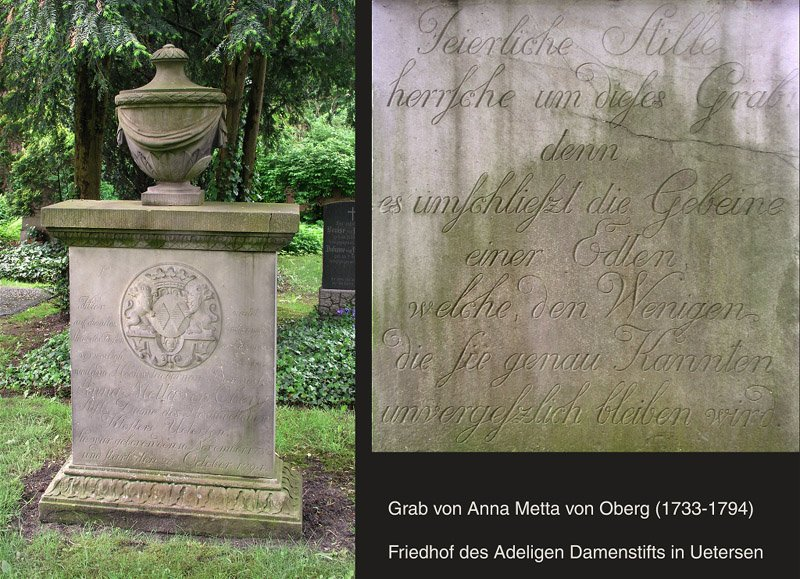
Das Grab Oberg Beispiel für ein Grab des 18. Jahrhunderts
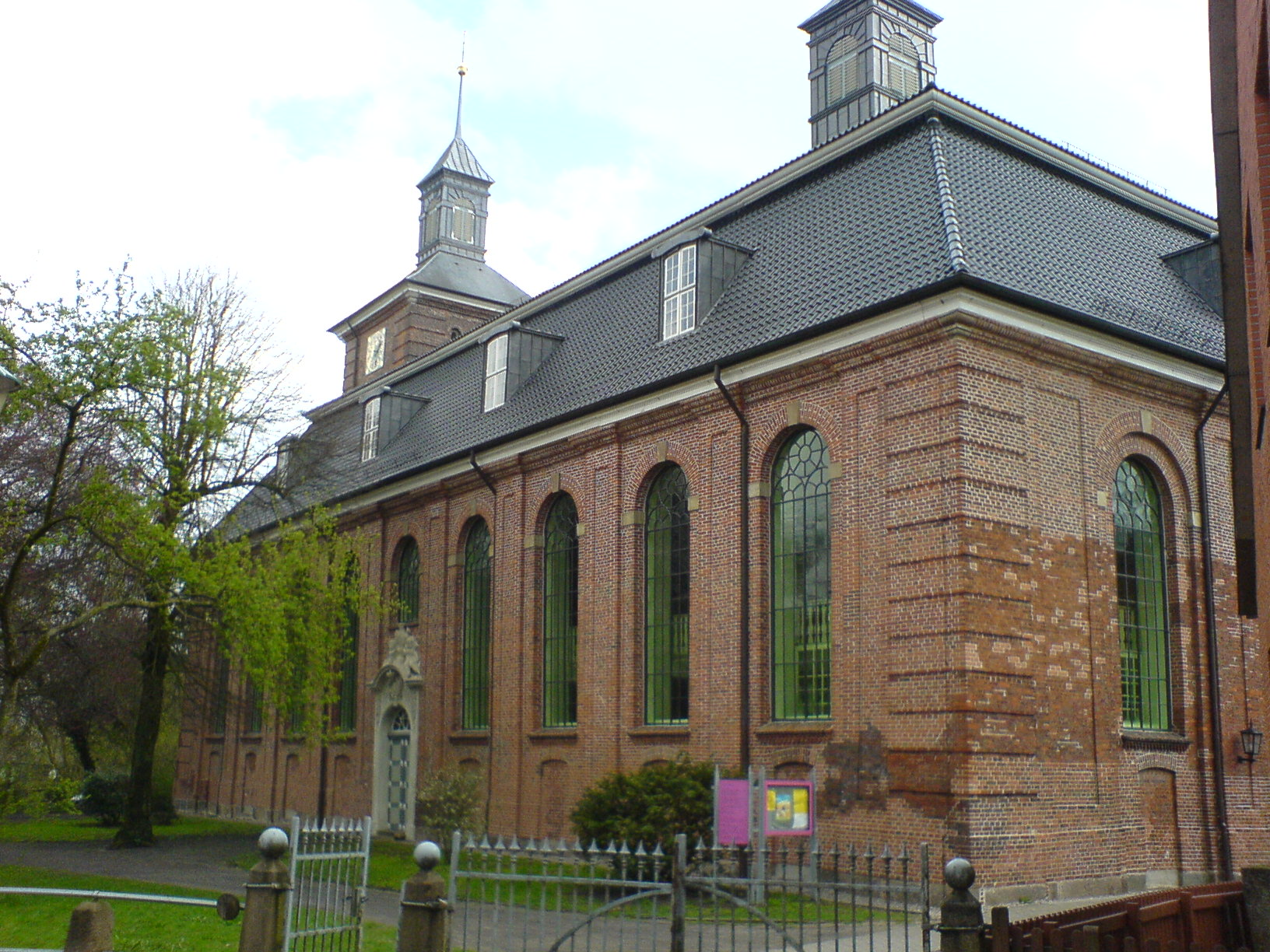
Die Klosterkirche Uetersen liegt nördlich des Friedhofs

Erhaltene Gräber nach Datum:
- Augusta Magdalena Elisabeth und Agnes Dorothea (von) Zepelin (Doppelgrab ohne Datum)
- Unbekannter Ritter († 1485), vermutlich von der Wisch, 1995 von Friedhof entfernt und im Kreuzgang des Klosters ausgestellt.
- Catarine Alfers (1594–1658)
- Anna Lucia von Leyel († 1693 ?), Priörin des Klosters Uetersen
- Metta von Schwaben (1636–1709), Priörin des Klosters Uetersen
- Ida Hedwig von Brockdorff (1639–1713), Priörin des Klosters Uetersen
- Olgard von Dessihn († 1716), Konventualin des Klosters Uetersen
- Catharina Dorothea von Thienen a. d. H. Bülk (1685–1747), Konventualin des Klosters Uetersen
- Anna Dorothea von Reicheln (1684–1749), Konventualin des Klosters Uetersen
- Anna Emerentia von Reventlow (1680–1753), Priörin des Klosters Uetersen
- Drei Geschwister, Augusta, Magdalena Elisabeth und Agnesa Dorothea von Zepelin (Anno 176?)
- Christa Sophia von Wedderkop († 1769), Konventualin des Klosters Uetersen
- Hedewig Albertina von Rumohr (1706–1778), Priörin des Klosters Uetersen
- Christa Ulrica von Dewitz (1717–1792), Priörin des Klosters Uetersen
- Metta von Oberg (1737–1794), Konventualin des Klosters Uetersen
- Elisabeth Benedicta von Brockdorf (1742–1800), Konventualin des Klosters Uetersen
- Peter zu Rantzau (1733–1809), Propst des Klosters Uetersen
- Adelheid Dorothea von Rumohr (1737–1814), Konventualin des Klosters Uetersen
- Dorothea Catharina von Ahlefeldt (1750–1814), Priörin des Klosters Uetersen
- Amalie von Gollowin (1765–1831), Priörin des Klosters Uetersen
- Louise von Qualen (1810–1895)
- Charlotte von Bülow (1817–1892), zusammen mit Greta von Bülow (1820–1890)
- Louise Emilie von Buchwaldt († 1833), Priörin des Klosters Uetersen
- Juliane Caroline von Rantzau († 1864), Priörin des Klosters Uetersen
- Friederike Charlotte von Buchwaldt († 1871), Priörin des Klosters Uetersen
- Louise Sophie Friederike Dorothee zu Rantzau-Breitenburg (1791–1981), Konventualin des Klosters Uetersen
- Georgine von Wedderkop (1872–1894)
- Louise vom Wedderkop (1841–1911), zusammen mit Juliane von Wedderkop (1854–1928)
- Gertrud von Bernstorff († 1911), Priörin des Klosters Uetersen
- Magdalene Catharine von Rantzau (1873–1919), Priörin des Klosters Uetersen, zusammen mit Lilly von Rantzau (1880–1957) und Hedwig Lange, geb. von Rantzau (1875–1959)
- Arved von Wedderkop (1873–1954), Propst des Klosters Uetersen, zusammen mit Thyra geb. von Ladiges (1885–1865)
- Anna von Bernstoff (1877–1960), Konventualin des Klosters Uetersen
- Marie-Christiane zu Rantzau (1889–1964)
- Louise Georgine von Rumohr (1877–1968), Priörin des Klosters Uetersen
- Christian von Platen-Hallermund (1900–1974), Propst des Klosters Uetersen, zusammen mit Ilsa-Maria geb. Kelling (1920–1995)
- Marie-Luise Wittkop, geb. Gräfin von Platen-Hallermund (1895–1982)
- Ernst Günther von Luckner (1919–1993), Propst des Klosters Uetersen
- Isabell von Holck, geb. Gräfin von Platen-Hallermund (1944–2003)
- Bernhard F. Hooke (1919–2013)
- Ingemarie Gräfin von Luckner geb. Wittkop (1924–2013)
- Ilse Gräfin von Bredow (1922–2014)

### Konventualinnenhäuser

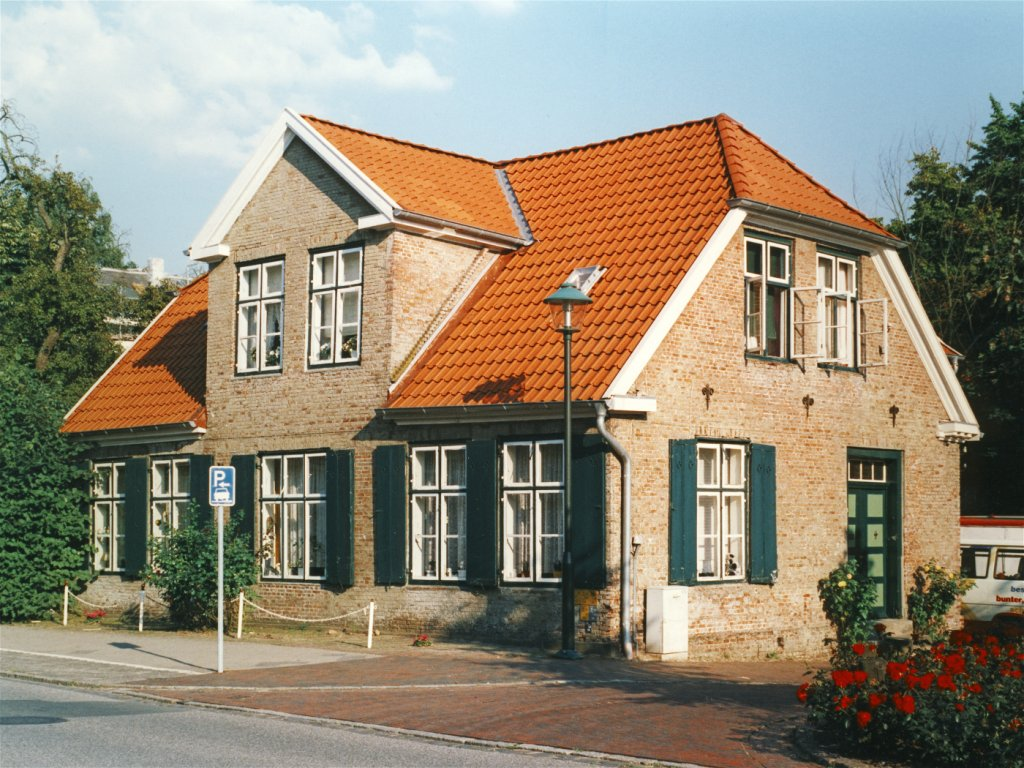
Konventualinnenhaus

Im 18. und 19. Jahrhundert bauten die Konventualinnen eigene Häuser im Bereich des Klosters. Das ließ die Stiftsordnung zu. Viele dieser Konventualinnenhäuser sind erhalten und am ähnlichen Grundaufbau zu erkennen: Es sind eingeschossige Traufenhäuser mit Walmdach oder Krüppelwalmdach. Über der Mitte befindet sich ein Zwerchhaus mit Dreiecksgiebel, manchmal ist sowohl auf der Vorderseite als auch auf der Rückseite ein Zwerchhaus vorhanden.
In einem dieser Häuser wohnte die Konventualin Gräfin Augusta Louise zu Stolberg-Stolberg. Durch einen Briefwechsel mit dem jungen Goethe ging die Gräfin in die Literaturgeschichte ein als Goethes Gustchen. Goethe schickte eine Reihe bedeutender Schriftstücke an seine Vertraute nach Uetersen.

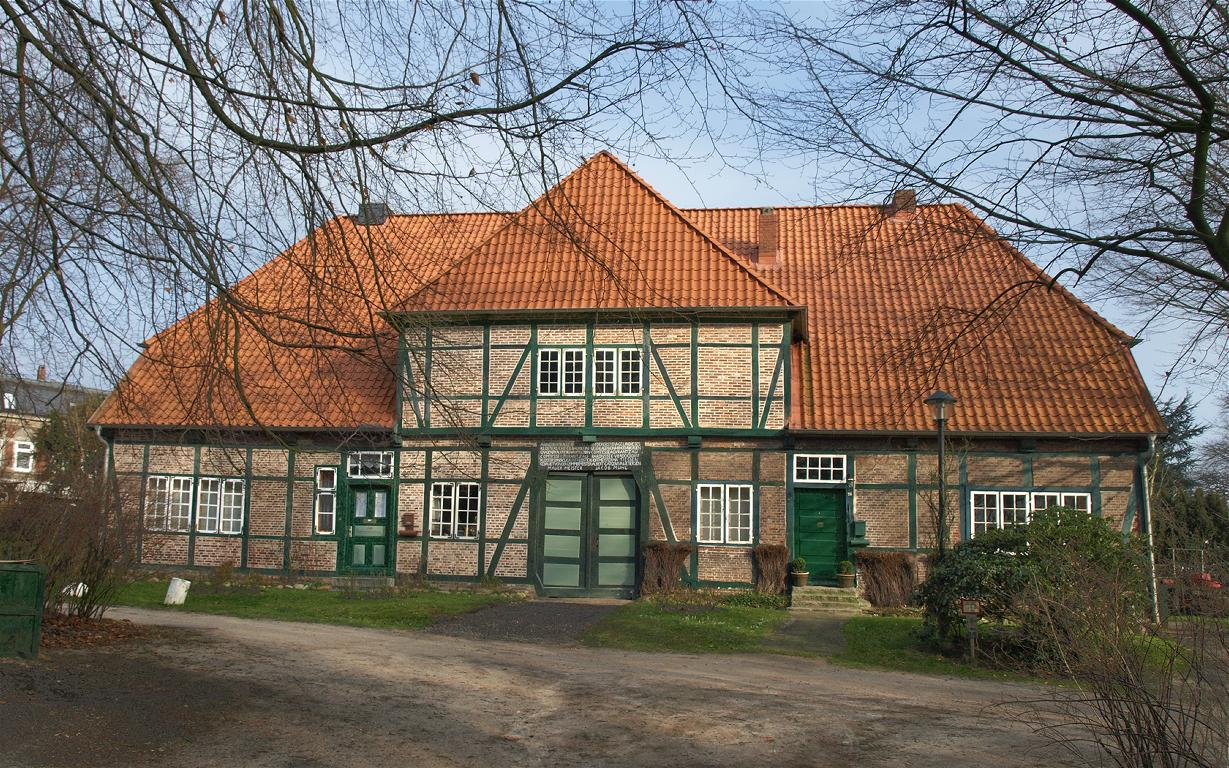
Das Vorwerk des Stiftes

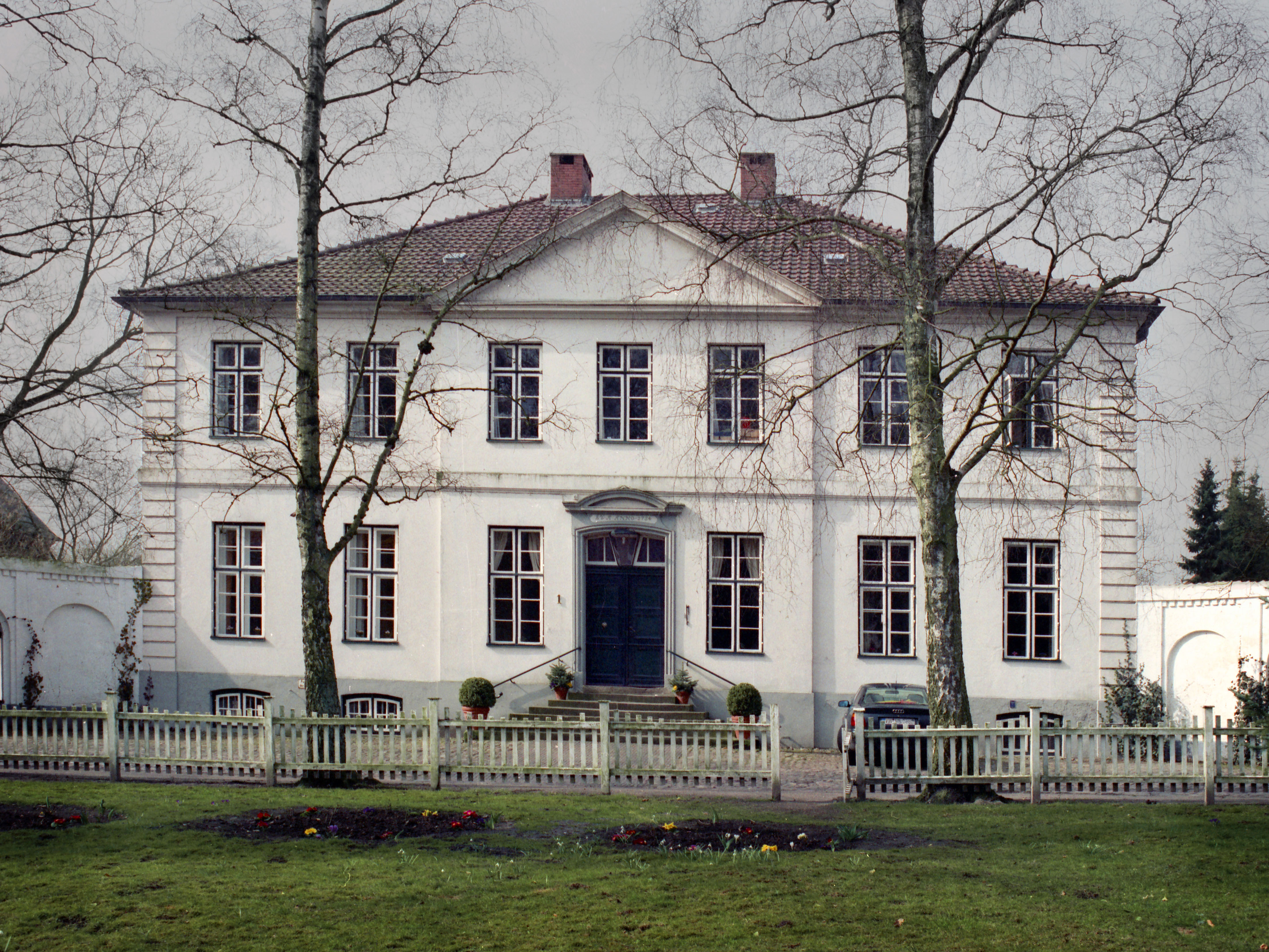
Das Haus des Propstes

### Vorwerk des Stiftes
Etwas abseits, im Osten des Klosterbereichs, steht ein eingeschossiger Fachwerkbau mit Krüppelwalmdach: das Vorwerk. (Entwurf: Friedrich Christian Heylmann). Hier wohnten die Hofbieter, die für die Sicherheit des Klosterbezirks verantwortlich waren. Das Haus enthielt ursprünglich Wohnungen für drei Klosterbedienstete, Remise und Pferdeställe sowie zwei Gefangenenzellen.
Eine Inschrift über dem Tor lautet:
ANNO 1818 DEN 12. OCTOBER IST DER ERSTE NAGEL IN DIESES
KLÖSTERLICHE GEBÄUDE EINGESCHLAGEN VON IHR HOCHWÜRDEN
GNADEN FRAU PRIORIN AV GOLLOWIN COMTESSE AG. V. RANTZAU
COMTESSE L. ZU RANTZAU BARONESSEE V. BROCKDORFF
KLOSTERSYNDICUS ROST KLOSTERHOFMEISTER MATTIESSEN
GEBAUET VON DEN ZIMMERMEISTER ALBERT GATGENS IN UETERSEN
MAUERMEISTER JACOB MUHL

### Haus des Propstes
An der Straße Am Klosterhof steht ein großes weißes Haus, Amtssitz und Wohnhaus des Propstes.  Es handelt sich um ein zweigeschossiges, siebenachsiges Bauwerk im klassizistischen Stil. Das Haus weist ein Mittelrisalit von drei Achsen Breite auf. Die Ecken sind rustiziert, zwei kurze, niedrige Mauerflügel sind rechts und links angebaut.
Das ursprünglich eingeschossige Haus wurde 1734 vom Baumeister Jasper Carstens im barocken Stil errichtet. 1829 erfolgte ein Umbau im Auftrag von Conrad Christoph von Ahlefeldt. Dabei hat Ahlefeld das Haus im Stil der Zeit klassizistisch überformt. Es erhielt ein zweites Geschoss und ein flaches Walmdach, außerdem wurde es verputzt.
In der großen Halle im Innern sind Porträts sämtlicher Pröpste des Stiftes seit Mitte des 17. Jahrhunderts aufgehängt. Hier fanden bis 1864 Gerichtsverhandlungen der klösterlichen Gerichtsbarkeit statt. Kleinere Strafsachen und Zivilsachen wurden verhandelt. Mit der Übernahme in das preußische Hoheitsgebiet endete diese Form der Gerichtsbarkeit.

## Pröpste
Amtszeit in Klammern
- Godescalcus (1234–1248)
- Bruno (1248–1265)
- Johannes (1315–1350)
- Albert (1350–1368)
- Nikolaus (1350–1362)
- Johann (1376–1386)
- Heinrich (1389); wahrscheinlich noch einmal * um 1420
- Hermann Kreyet (1394–1420)
- Heinrich um 1420
- Nicolaus Poppe (1424–1428)
- Egghard Kluver * (1437)
- Jacob Styte (Stiten) (1442–1447)
- Otto von Schauenburg (1450–1466)
- Johann von Schauenburg (1468–1495)
- Ketel * um 1495
- Benedikt von Ahlefeldt (1501–1503)
- Arnold Vaget (1502–1503)
- Johann von Schauenburg (1508–1511)
- Johann von der Wisch (1522–1527)
- Henning Rantzau (1527–1531)
- Jost Ingenhusen (Eigenhusen) * um 1531/32
- Clement von der Wisch (1532–1545)
- Otto Rantzau (1545–1580)
- Tylen Kulen * um 1580
- Daniel Rantzau (1580–1589)
- Balthasar Köller (1589–1602)
- Alexander Sehestedt (1609–1617)
- Sievert von Pogwisch (1617–1626)
- Benedikt von Ahlefeldt (1626–1634)
- Dietrich von Ahlefeldt (1635–1646)
- Friedrich von Ahlefeldt (1646–1657)
- Gosche von Buchwaldt (1657–1696)
- Friedrich von Reventlow (1696–1725)
- Heinrich von Reventlow (1725–1731)
- Benedikt von Ahlefeldt (1732–1757)
- Henning von Qualen (1757–1785)
- Peter zu Rantzau (1785–1809)
- Josias von Qualen (1809–1818)
- Conrad Christoph von Ahlefeldt (1818–1847)
- Otto von Rantzau (1847–1857)
- Emil zu Rantzau (1857–1863)
- Wilhelm von Ahlefeldt (1863–1891)
- Otto von Moltke (1891–1912)
- Ernst Emil Kurt von Reventlow (1912–1920)
- Friedrich Eduard von Buchwaldt (1920–1934)
- Arved von Wedderkop (1934–1954)
- Christian von Platen-Hallermund (1954–1974)
- Ernst-Günther von Luckner (1975–1993)
- Hubertus von Luckner (seit 1993)

 * Existenz und (oder) Amtszeit nicht eindeutig nachgewiesen bzw. keine weiteren Unterlagen vorhanden

## Priörinnen
Amtszeit in Klammern
- Elyzabet um 1234 *)
- Alburgis 1318 *)
- Elisabet 1328 *)
- Alheydis 1360 *)
- Yden 1368 *)
- Alheydis 1372 *)
- Elizabeth 1389 *)
- Beke 1406 *)
- Kerstine 1418 *)
- Ursula 1428 *)
- Bertha (von Beidenfleth) 1437 *)
- Katharine 1488 *)
- Cäcilie Rantzau 1505 *)
- Mette von der Wisch 1536 *)
- Dorothea von der Wisch 1573 *)
- Catharina von Pogwisch 1583 *)
- Catrine von Gadendorp 1608 *)
- Catharina von Platen (1614–1632)
- Magdalena von Ucken (1632–1646)
- Magdalena von Schack (1646–1656)
- Margaretha von Ahlefeldt (1656–1681)
- Anna Lucia von Leyel (1681–1693)
- Metta von Schwaben (1693–1709)
- Ida Hedwig von Brockdorff (1709–1713)
- Anna Emerentia von Reventlow (1713–1753)
- Marie Antoinette von Ahlefeldt (1753–1764)
- Margaretha Hedwig von Buchwaldt (1764–1769)
- Hedewig Albertline von Rumohr (1769–1773)
- Katharina von Reventlow (1773–1781)
- Christina Ulrica von Dewitz (1782–1792)
- Dorothea Catharina von Ahlefeldt (1792–1814)
- Amalie von Gollowin (1814–1831)
- Louise Emilie von Buchwaldt (1831–1833)
- Juliane Caroline von Rantzau (1833–1864)
- Friederike Charlotte von Buchwaldt (1864–1871)
- Marie Adelaide von Rantzau (1871–1903)
- Gertund von Bernstorff (1903–1911)
- Magdalene Catharine von Rantzau (1911–1919)
- Louise Georgine von Rumohr (1919–1968)
- Marianne? Keller von Rumohr aus dem Kloster Preetz (Interimistisch) (1968–1983)
- Katharina von Kielmansegg (1983–1987)
- Asta von Bethmann-Hollweg (1987–2004)
- Karine von Rumohr (2005–2016)
- Renata-Katharina von Platen zu Hallermund seit 2016

## Naturdenkmäler
Auf dem Gelände des Klosters befinden sich mehrere Naturdenkmäler. Es handelt sich hierbei um Einzelbäume oder Baumgruppen die hinsichtlich ihres Alters oder ihrer sonstigen Erscheinung als wirkliche Besonderheiten zu werten sind. Dabei handelt es sich um:
- Ein Berg-Ahorn (Acer pseudoplatanus)
- Eine Blutbuche (Fagus sylvatica f. purpurea)
- Eine Stieleiche (Quercus robur)
- Eine Geschlitztblättrige Eiche (Quercus pedunculata 'Pectinata')
- Zwei Eschen (Fraxinus excelsior 'Pendula' oder Hängeesche)
- Vier Rosskastanien (Aesculus hippocastanum)